# Stygnoplus triacanthus
Stygnoplus triacanthus is een hooiwagen uit de familie Stygnidae.